# Naomi Halman
Naomi Halman, née le 10 janvier 1986 à Haarlem, Pays-Bas, est une basketteuse néerlandaise.

## Biographie
Après une saison à Faenza, elle s'installe deux ans à Umbertide. En avril 2014, le club français de Montpellier annonce sa signature pour la prochaine année, au sortir d'une saison réussie en Italie avec Gesam Gas Lucca pour des moyennes de 15,4 points et 6.6 rebonds.
En 2015-2016, Montpellier remporte la Coupe de France et le championnat de France face à Bourges.
Elle prend se retraite sportive au terme de la saison LFB 2016-2017.

## Équipe nationale
En 2012, lors du tournoi qualificatif pour l'Euro 2013, elle inscrit 13,5 points, 6,5 rebonds et 1,1 passe décisive par rencontre.

## Palmarès
- Coupe de France 2015[8] et 2016[9].
- Championne de France LFB 2016[6]

### Vie privée
Elle rend publique en 2015 sa relation et son intention d'épouser sa coéquipière à Montpellier la française Élodie Godin. Elles achètent une maison aux Pays-Bas au printemps 2017.